# Bouchaib Arrassi
Bouchaib Arrassi (en arabe : بوشعيب عراسي), né le 6 janvier 2000 à Casablanca au Maroc, est un footballeur international marocain évoluant au poste de défenseur central avec le Raja Club Athletic.
Il commence sa carrière footballistique en rejoignant le centre de formation du Raja Club Athletic au Complexe Oasis à un jeune âge. En 2019, il signe avec l'équipe espoir du Chabab Mohammédia où il s'impose rapidement et devient capitaine. En 2021, il revient avec les espoirs du Raja CA. Après un an, il intègre l'équipe première avec qui il remporte en 2024 le doublé coupe-championnat en restant invaincu, fait inédit dans l'histoire du football marocain.

## Biographie

### Carrière en club

#### Jeunesse et formation
Bouchaib Arrassi voit le jour 6 janvier 2000 dans le quartier de Hay Mohammadi à Casablanca. Jeune, il rejoint le centre de formation du Raja Club Athletic au Complexe Oasis.  
En 2019, il signe avec l'équipe espoir du Chabab Mohammédia où il s'impose rapidement et devient capitaine.  
En août 2021, il revient au Raja Club Athletic pour jouer avec l'équipe espoir qui évolue alors, sous la direction de Bouchaib El Moubarki, dans le groupe nord-ouest du championnat Amateurs 3, soit le cinquième niveau hiérarchique du football marocain. Au terme de sa première saison, l'équipe rate la promotion de peu en finissant en troisième position.  

#### Raja CA
Grâce à ses performances, Rachid Taoussi le sollicite en juin 2022 pour rejoindre les entraînements de l'équipe A. Le 2 juillet 2022, il fait ses débuts professionnels contre le Maghreb AS au titre de la dernière journée du championnat (0-0),.  
Le 18 mars 2023, sous Mondher Kebaier, il fait son baptême en Ligue des champions contre les Vipers SC en Tanzanie (1-1).  
Le 23 juin, il est aligné aux côtés de Jamal Harkass lorsqu'il inscrit son premier but en professionnel contre le DH El Jadida lors de la dernière journée du championnat.  
Le 15 juillet 2023 au Complexe sportif Moulay-Abdallah, le Raja dispute la finale de la Coupe du trône face à la RS Berkane, qui remporte ce match en prolongations après l'expulsion précoce de Marouane Hadhoudi et un pénalty annulé par la VAR (1-0),.   
Le 28 juillet, Arrassi joue son premier match en Coupe arabe des clubs champions contre le CR Belouizdad et inscrit le but de la victoire dans les derniers instants du match,.  
La saison 2023-2024 voit le Raja réaliser un exploit historique en remportant le doublé coupe-championnat sans aucune défaite. Les Verts ont pourchassé l'AS FAR depuis le début de la saison jusqu'à la 29e journée quand Adam Ennafati marque le coup franc décisif à la dernière minute contre le Wydad et les propulse à la tête du classement. Le 14 juin 2024, le club s'assure le titre en s'imposant face au Mouloudia d'Oujda (0-3) et bat également le record des points avec 72 unités. Le 1er juillet, le Raja enchaîne avec une quatorzième victoire de suite en battant l'AS FAR encore une fois en finale de la Coupe du trône pour s'assurer le troisième doublé de son histoire.      

### Carrière internationale
Le 11 novembre 2024, il est convoqué par Tarik Sektioui avec l'équipe national A' qui regroupe les joueurs locaux de moins de 24 ans, pour un stage de préparation au Complexe Mohammed VI de football à Salé, du 11 au 20 novembre.
Le 23 juillet 2025, il est annoncé parmi la liste des joueurs convoqués par Sektioui pour le Championnat d'Afrique des nations 2024 qui sera joué du 2 au 30 août 2025.

## Statistiques

### En sélection A'
| 0Sélections | Date         | Lieu                            | Adversaire  | Résultats | Minutes | Buts | Passes | Compétitions |
| ----------- | ------------ | ------------------------------- | ----------- | --------- | ------- | ---- | ------ | ------------ |
| 1           | 3 août 2025  | Nyayo National Stadium, Nairobi | Angola A'   | 2-0       | 90 min  | 0    | 0      | CHAN 2024    |
| 2           | 10 août 2025 | Nyayo National Stadium, Nairobi | Kenya A'    | 0-1       | 61 min  | 0    | 0      | CHAN 2024    |
| 3           | 14 août 2025 | Nyayo National Stadium, Nairobi | Zambie A'   | 3-1       | 14 min  | 0    | 0      | CHAN 2024    |
| 4           | 17 août 2025 | Nyayo National Stadium, Nairobi | RD Congo A' | 3-1       | 90 min  | 0    | 0      | CHAN 2024    |

## Palmarès
Raja CA
- Botola Pro (1) :
  - Champion : 2023-24
- Coupe du Trône (1) :
  - Vainqueur : 2024
  - Finaliste : 2023